# 湖南卫视相关争议
本条目按各种方面，列举了与湖南卫视（以及整个湖南广播电视台系统，包含芒果TV），湖南卫视亦被网民起了“马桶台”的外号，用于揶揄。

## 播出故障

### 高标清同播
2008年，湖南衛視高清頻道在省内开播，并在台内试播。其后于2009年9月28日正式上星播出。不过那时仅限现场直播节目（如2009年《快乐女声》和2010年《快乐中国湖南卫视跨年演唱会》）是高清制作，而其他节目和节目包装依然左右黑带，一直到2010年开始逐步过渡所有节目高清制作需求。
與全國其他開播高清電視的衛星頻道不同，湖南衛視的標清畫面採取全屏的播放模式（Pan&Scan），尤其是電視劇播放。實現標清頻道全屏播放，意味著要將16:9的電視畫面剪去兩邊以適應4:3的模擬廣播畫面，因此出現了電視劇畫面人物鏡頭不完整的情況，有些角標也經常顯示不完全。而未预留安全线或未按照播出規範製作的廣告在湖南衛視高清頻道也只能以四周黑邊（Windowbox）形式播出。在2013年1月至2015年10月的湖南经视高标清同播亦采取该模式，一直到2016年8月31日标清频道正式16:9播出开始才方可解决该些弊端。
早先《金鹰独播剧场》在晚间十点档的时候，在播放湖南卫视的自制剧集时，为保证画面内容的完整呈现，正片播放期间会人工调整为信箱（Letterbox）模式播出。包括2010年暑假档播出的《一起又看流星雨》，以及2011年暑假档播出的《新还珠格格》，都是采用这种模式播出的。部分其他剧集亦会采用这种模式播出，如2010年接档《一起又看流星雨》播出的《泡沫之夏》，在刚开播的头几天是采用切边模式播出的，播放十几集之后改为信箱模式播出。另外，部分自制纪录片，如湖南广播电视台新闻中心于2011年制作并播出的献礼建党90周年专题片《那年七月》，亦采用了信箱模式进行播出，以保证画面内容的完整呈现。2012年频道改版后，这种播出模式就只在播放未留出4:3安全线的外来片源时使用了。但2016年7月3日晚上播出的《纪念中国共产党成立95周年音乐会》却是个例外，没有按照往常惯例采用信箱模式播出，而是首次采用压缩模式播出。
2016年8月，由于筹备高标清16:9同播，初定是7月的最后一个周三凌晨切割信号，但因技术问题拖延一个月，至此导致第一期（7月30日）《夏日甜心》节目的“美女直播”镜面角标脱离4:3安全线，一直到第二期开始恢复安全线保护框，直到高标清16:9同播开始依然是看到4:3安全线外空隙。其实在之前湖南卫视广告时段，亦有部分商业广告和节目宣传片超出了4:3安全线（而“美莱华容整形”广告则是16:9挤压在4:3左右黑带镜面里头播放）。即使是重播金鹰卡通的《疯狂的麦咭》节目已经设计了角标安全线，惟这一问题仍无法避免。

### 包装镜面等故障
在一些非特殊时期，由于电视导播因故重启“字幕机”会导致高清版右上方的“高清”两字和所有角标消失，但过几分钟后又恢复。
自2016年3月底开始，湖南卫视标清版从每天早上8点至晚上24点全程取消逢半点时间屏显（除《湖南新闻联播》与《午间新闻》首播期间外），转而以下一时段即将播放节目的节目名与播出时间替代。然而自2016年3月31日晚间以来，湖南卫视（高标清）屏幕右上角的逢半点节目预告、重要节目倒计时提示以及自办节目第四广告窗口倒计时提示突然无故消失，标清版时间屏显恢复正常显示，而后秒级倒计时提示于4月5日恢复，时分秒级倒计时提示亦于4月9日恢复。一直到高标清16:9同播开始，高标清版均同步全程显示逢半点报时。
在频道声音方面（由湖南卫视总编室形象部丁文山负责配音），早期亦会效仿港澳电视台模式，在节目末尾和电视剧片尾包装末尾最后几秒，会出现“稍后进入”或者“明天请继续收看”的声音提示，但在2009年开始取消，之后于2014年恢复。但在恢复节目末尾后的声音提示，有时会出现高标清频道声音不同步现象，甚至只有标清频道听到末尾声，一直到当月检修后得以恢复，故从2015年开始再次取消。
而在包装方面有时亦会出现BUG，例如2011年的《天天向上》节目片头前的“欢迎进入”包装，整年均使用了2010年旧版进度条包装（包含同年4月更换的片头亦未将包装统一更换成2011版的包装），以及2011年春节初一凌晨转播完央视《春节联欢晚会》后接连重播《2010-2011“给力2011”快乐中国湖南卫视跨年演唱会》亦未将片带当中的2010版包装换新，直到2012年改版开始所有节目完全统一包装。而在2015年《钻石独播剧场》的欢迎进入、部分电视剧节目预告包装，工作人员亦疏忽误将2014版包装混淆进去。在2017年初第一周凌晨零点档节目，由于节目是在2016年底前后期制作好的，故亦是带着2016版包装进行播映。
而在2018年改版的包装亦饱受观众巨多的争议，认为右下角角标如同跑马形式不断滚动让人受不了，之后于1月5日更正为静态文字模式左右滚动。

### 高清频道信号严重错失
于2017年12月27日上午11时17分40秒，湖南卫视高清频道突然无故变成信号检修彩条。据悉因湖南广播电视台大楼播控中心于当日11时10分严重起火，影响到楼顶中星6A卫星信号传送源，同在中星6A传送的金鹰纪实卫视亦受到影响。在此期间导致全国大多地方有线电视无法正常收看湖南卫视高清节目（不过有特殊先例，河南有线、山东有线因期间备用国干网信号切换而正常播送），但期间卫星方面切换备路信号时，则是切换成标清信号左右黑带信箱挤压再到拉伸，最后于当日12:00湖南卫视高清频道恢复正常。

### 《中餐厅7》插播电视剧
2023年9月8日晚播出的《中餐厅7》第八集，20:42左右中插广告播毕后，在节目未播完的情况下直接播出了片尾，随后便播出电视剧《装腔启示录》节目预告及第七集片头后才恢复正常播出。

## 落地与收视风波

### 大连多年看不到湖南卫视
早在2015年《我是歌手》第三季，孙楠就在节目当中透露了“大连没有湖南台”这句话。之前大连观众确实在有线电视看不到湖南卫视多年了，大连模拟电视一直没有湖南卫视，而2005年数字电视开始整转曾短暂出现湖南卫视，直到05“超女”过后，2005年12月，随着大连电视台少儿频道开播，湖南卫视在大连“人间蒸发”。大连电视台当年就因为落地费开价高，加上保护本地电视台节目和广告而选择掐湖南卫视，甚至大连电视台二套当年购买的湖南卫视节目也全部停播。故此引发观众争议，再加上多年变相收费等种种原因导致有线电视用户大量流失，一直到2008年，大连电视台恢复购买湖南卫视热播的电视剧《大长今》播出，两台关系逐渐缓和，2009年又陆续购买了湖南卫视很多电视剧和湖南经视的《越策越开心》栏目在大连电视台地面频道播出，2010年大连广播电视台成立大会和湖南电视台签订友好协议，并引进了《丑女无敌》电视剧，2013年湖南广播电视台开始和大连广播电视台进行实质落地谈判。
2015年4月17日，湖南卫视控股的上市公司电广传媒子公司通过竞拍购得大连天途有线电视网络股份有限公司3.5%的股权，故有网友透露10多年来一直无法在大连有线网络落地的湖南卫视终于有望进入大连观众的家庭。2015年6月15日，湖南卫视高清频道成功接入大连天途有线平台，再到同年7月1日湖南卫视标清频道正式全面落地大连，结束了大连多年无法有线数字电视收看湖南卫视的历史。正式落地当天，电视角标荧屏的问候大连观众"你好大连"，网友和观众都主动刷屏怒赞湖南卫视的用心和创新。实际上，大连观众成功收看湖南卫视，亦得益于2010年王卫上任大连广播电视台台长时期，但在2017年7月，王卫的丑闻悄然而起。

### 学校抵制
2010年，網路上出現一則新聞報導指南京某學校下達規定，不准該校學生收看湖南衛視，理由是湖南衛視的節目過於低俗、娛樂化，不利於青少年身心健康。此舉引來雙方口水戰。一方認為湖南衛視節目確實過於低齡化，招牌娛樂節目往往過於娛樂，過多韓劇的播放讓學生追捧國外流行文化；而有人則批評學校做法死板，是教育的倒退，認為學校該做的是引導學生，而不是圍堵學生的興趣愛好。

### 被恶意插播广告和节目
在部分地区，湖南卫视的广告和部分节目也会遭到地方电视台的拦截，因为湖南卫视制作的节目在中国大陆收视率较高，因此在广东省部分地区例如佛山等地就会插播广告，以吸引观众可信，因为地方电视台在湖南卫视插播的广告会具有明显的地方特征例如使用粤语广播和打出本地的电话号码或者本地地址等，因此当地群众能够分辨出地方台插播的广告特征。甚至对央视和其他收视率高的省级卫视以及地面频道（如湖南经视）也会被插播当地广告。另外在停机检修和转播《新闻联播》时段也会被插播广告和节目的如广东佛山就会在晚上19点盖播《外地媳妇本地郎》电视剧。
目前，西藏自治区墨脱县电视台就在黄金时段，在有线前端的湖南卫视插播《墨脱新闻》等自办节目，果然也遭受到一些微博网友的谴责。其实在国内在某些因政策或资金问题而不能自立频道的市或县（尤其是广东省习惯插播翡翠台的），也会在黄金时段占用湖南卫视的频道播放当地的新闻，甚至在一些有本地频道但收视低的地区也会发生，更有甚者在广东一些地区甚至还会占领澳亚卫视、珠江台、广东公共频道、CCTV-7等指定联播网的内地频道进行占领节目和广告。
广电总局目前已下发规定，严禁有线电视网络机构在节目转播中插播广告和节目。而区县台方面则唯一电视公共频道（大部分区县台是拥有自己的自办频道，一些没有自办频道能力的县台是通过在省级电视台公共频道、国家级公共服务频道CCTV-7插播）为合法插播平台，插播县台新闻专题节目和当地宣传广告，而其他频道严禁任何插播。而湖南卫视方面，也会不时性招募“芒果特攻队”，在湖南卫视官微和贴吧进行发布。观众若当地湖南卫视信号干扰时候，通过特攻培训班QQ群打卡反映即可成功加入“芒果特攻队”（现已更名为“青春护卫队”）。

### 湖南衛視粉與浙江、江蘇、東方、北京衛視粉之間的恩怨
由2012年開始，由於城市網的收視數據不理想，湖南衛視開始使用全國網數據，根據官方說明「此舉是向央視看齊」，但是其他衛視不用全國網，以及樣本戶比城市網少，被同行及其他衛視粉嘲笑「芒果台最後一塊遮醜布」、「馬桶專用收視數據」，同時也由於全國網農村樣本戶多，其他衛視粉絲均用「村網」來稱呼。此後湖南衛視粉與其他衛視粉圍繞「哪個數據能反映真實收視」開展了長達數年的言論戰。
由于湖南卫视节目群体吸引90、00後观众，故有时亦会使得一些家长不满而投诉广电总局，以及各种网民的吐槽舆论，从而产生的各种新规，加上浙江衛視、東方衛視等一線衛視的崛起，湖南衛視一台獨大的優勢不再，導致湖南衛視的受眾群經常在百度貼吧無故職責別台的電視劇和節目收視率造假，經常偷湖南衛視的收視，尤其在2018年CSM大幅增加北京、上海的權重後更為嚴重，罵北京衛視、上海東方衛視播出的電視劇都是靠「本地」得到的高收視。
更有胜者，自新浪微博与湖南卫视的对手浙江卫视达成媒体跨界融合战略合作后，新浪微博等相关媒体到处充斥着有关湖南卫视的不利信息，甚至误读各种机构关系，包括一些新浪的下属官微（如微博“新浪娱乐”）亦会对湖南卫视以及下辖产业进行诽谤爆料，且微博亦会被持续保留，反而浙江卫视的各种负面舆论则会被全网屏蔽。然而自新浪微博被北京网信办约谈整改后，现微博热搜大多都是满满的芒果台的话题。

## 版权风波

### “流星雨”风波
2009年湖南衛視自製《一起來看流星雨》，但媒體報道該劇並未取得集英社與神尾葉子的《花樣男子》的版權，但卻冠以「內地版」《流星花園》作宣傳，因而也被媒體及觀眾稱為「山寨版」《流星花園》。
然而在2017年，湖南广播电视台娱乐频道直属芒果娱乐传媒有限公司亦筹备开拍2017年的内地新翻拍电视剧《流星花园》，由柴智屏担任制片人。
而浙江好酷影视有限公司亦筹备“流星雨”电视剧的第三部《一起再看流星雨》，不过只是第一部剧情的姊妹篇，仅仅更换了女一主角，以及剧里“四男一女”角色名字亦全部换新。

### 《宫3》抄袭琼瑶著作
2013年《宫锁连城》热播后，剧情梗概在网络上传出时，许多网友发现故事情节与电视剧《绝色双娇》、琼瑶小说《梅花烙》等“狸猫换太子”的角色互换类型的故事非常相似。2014年4月15日琼瑶通过新浪微博“花非花雾非雾官方微博”发表长文《写给广电总局的一封公开信－琼瑶》给广电总局的写了一封公开信，举报于正的电视剧《宫锁连城》抄袭其作品《梅花烙》，并要求湖南卫视立即停播《宫3》。
2014年4月28日琼瑶通过新浪微博“花非花雾非雾官方微博”发出媒体声明函，表示自己已经正式委托专业律师控告《宫锁连城》侵权方，诉诸法律维护《梅花烙》的版权权益。同年12月25日，于正、湖南经视文化传播（现芒果影视传媒）、东阳欢娱影视文化等公司统统败诉，停止发行传播《宫锁连城》剧，在媒体上公开道歉，并判赔金额500万元。2015年12月18日，北京市高级人民法院终审裁定：驳回各被告上诉请求，维持原判。琼瑶胜诉，于正被判公开道歉，并停止传播《宫锁连城》，五出品方被告共计赔偿500万元。2017年1月，经由司法审判确认为侵权作品，法院判决已明令停止复制、发行和传播（永久禁令），目前该剧在网络平台已全网下架。
由于琼瑶著作版权遭侵权事件的闹翻，至此湖南卫视原先寒暑假安排的《还珠格格》经典重温就此腰斩，该剧同样亦在芒果TV下架（而在电视端则会隐约看到），目前仅PPTV（聚力）和优酷继续征得该剧播放权。事实上该剧目前已经高清转制，只是因为琼瑶官司原因一直搁置。直至2018年寒假起恢复播出，将于2018年春节登陆湖南卫视日间剧场上映。

### 综艺晚会被爆抄袭/盗用作品
2012年跨年演唱會中，北京插画师王云飞称湖南卫视跨年演唱会盗用其五幅作品。负责该晚会视觉效果的导演彭宥纶就此回应称：（作者）其实不用太着急，因为对一场演唱会来说核心是艺人是节目是音乐，把那个场景去掉也不会影响它是收视第一的节目。此番回應一出，便遭來網友質疑與批評，認為他作為一個影視工作者，卻漠視版權問題。隨後彭宥纶刪除原先的貼文，希望和當事人當面做好版權溝通問題。而事後王雲飛也證實了與彭宥纶做了版權商討的事宜。
2016年5月20日播出的《天天向上》节目中，大张伟PK钱枫的男人帅气对决环节，被网友质疑抄袭日本综艺《交给岚吧》2015年11月7日与2016年1月16日播放的“This is MJ”的环节。无论从拍摄手法、服装道具还是台词对白来看，两者相似度都极高。节目抄袭行为被网友曝光后在新浪微博上火速发酵，两天内相关话题阅读量高达3500万。
制片人沈欣接受新浪娱乐的采访时表示：对于优秀作品的借鉴常有，而通过视频抓帧进行比较也容易提高相似度。至于是否构成抄袭，他认为，“如果是好的东西，我当然可以引进来跟大家分享”，“我觉得这是有益的行为。我们没有一定要去抄袭、伤害谁。我觉得这么说有点过了”。

### 《歌手》栏目被指各种侵权
其他侵權事情，则是大多来自于《歌手》栏目。
- 在2013年播出的《我是歌手1》中，組合羽泉在未經過創作方的同意就私下改編歌曲，被當事人提告並求償20萬。事後羽泉、湖南衛視與《我是歌手》的製作單位都承認了侵權一事，並表示會對此負責。[20]

- 《我是歌手3》播出后，字体设计工作室造字工房发布微博称，节目组在未获得其授权的情况下，使用了造字工房力黑体、造字工房朗倩体两种字体。根据初步核算，节目制作方需要支付15万元的使用费[21]。节目组制片方随后与造字工房联系，并对未经授权使用字体事宜表示歉意并表示对设计版权的尊重[22]。2015年1月26日，造字工房表示，字体侵权事件已妥善解决，湖南卫视将签约使用造字工房更多正版字体。[23]

- 《歌手2017》第一轮淘汰赛播出后，由迪玛希演唱的《Opera 2》排名再次位列榜首。1月30日，迪玛希在湖南衛視的《四海同春2017全球華僑華人春節大聯歡》再次表演《Opera 2》，引起原創者烏克蘭裔歌唱家Vitas的不滿[24]。俄羅斯製作人兼Vitas經理人普多夫金（Sergey-Pudovkin）1月31日早上在微博發布聲明，表示迪瑪希「在無授權情況下改編、演唱維塔斯作詞作曲的著名歌曲《歌剧2》」，又透露鑒於事件已經不是第一次，認為已「嚴重損害了我方合法權益」，將透過法律途徑令事件得到合理解決，亦希望湖南衛視盡快停止侵權行為[25]。與此同時，由迪玛希在《歌手2017》所演唱的的《Opera 2》在微博只需付2元人民幣便可下載。然而虾米音乐并未取得《歌手2017》的歌曲版权，故节目中出现的所有歌曲在微博均需付费下载。

- 发生在《歌手2017》第三轮补位赛播出后，音乐人高晓松与词曲作家李海鹰分别在微博指出，张杰演唱的《默》与赵雷在《月亮粑粑》中加入的《弯弯的月亮》同样没有得到原作者的任何授权[26][27]。2月19日，高晓松在微博表示，湖南卫视已电话致歉并补办相关手续[28]，然而李海鹰方面至今仍未收到节目组与演唱者的任何回应[29]。

- 在《歌手2017》第四轮补位赛的宣传海报中，节目组外请设计师下载了《惊天破》的海报素材并小部分使用，之后设计师以个人名义在微博道歉并获得原作者的谅解[30]。

2018年1月9日，《歌手2018》节目组發佈了张韶涵的个人形象宣传片，该宣传片同时也是本季首款歌手个人形象宣传片。然而此宣传片發佈后不久，便有网友指出该宣传片与于2017年9月1日發佈的嘉柏丽尔香水广告片存在创意上的雷同，而随后發佈的Jessie J的个人形象宣传片亦是如此。截至1月11日，节目组已将涉事视频全部删除。

### 季播节目被指“抄袭韩综”
《中餐厅》自立项之初，便面临着节目模式与韩国tvN电视台的《尹食堂》雷同的争议。对此，《尹食堂》的制作人罗䁐锡回应称：“节目模式费并不昂贵。如果他们有意向购买的话，我可以为他们提供帮助”。同样，亦发生于2017年第四季度即将接档的综艺节目《亲爱的·客栈》，亦被指抄袭韩国JTBC电视台的综艺节目《孝利家民宿》；另外又被爆出《向往的生活》疑似抄袭tvN的《三时三餐》；《偶像来了》疑似抄袭SBS的《英雄豪杰》；以及芒果TV网综《妈妈是超人》疑似抄袭SBS的《超人归来》（浙江卫视综艺《爸爸回来了》同上），事实上《妈妈是超人》是美国的一家电视台引进的。
然而由于政策上的限制，再加上2017年中韩关系因韩国单方面部署战略性侵略性导弹防御系统导致的全面交流冻结，故《中餐厅》已无再向《尹食堂》购买版权的可能性。
节目首播后，观众发现，无论是在节目形式还是内容上，《中餐厅》均与《尹食堂》无任何关联（事实上《尹食堂》节目本身亦是模仿日本漫画《深夜食堂》而来的）。唯一的共同之处在于，二者皆为美食题材真人秀节目。实际上，本身中韩两国的饮食文化特色就不同，因此抄袭事件更是另当别论。
事实上，韩国综艺亦是大别部分并非原创，不是抄袭或模仿中国大陆综艺就是日本综艺，例如Mnet的《偶像学校》就是模仿《一年级》节目的。
曾在《偶像来了》第一期播出后，就在2015年8月4日凌晨，新浪微博“娱乐圈纪委书记”王思聪转发媒体指《偶像来了》疑抄袭的新闻，称“抄都抄不明白”。随后湖南卫视推广部主任汤集安（新浪微博“潇湘卧龙”）通过微博回呛王思聪，称“人红是非多，节目也一样”，随后《偶像来了》官方微博也转发了汤集安的微博，并写道：“言之有理！”。

### 《人民的名义》被指抄袭
2017年11月1日，上海市浦东新区人民法院受理刘三田（笔名南嫫）起诉《人民的名义》侵权案，请求原告向周梅森及制片单位等八被告索赔1800万元，并要求停止电视剧的一切播出、复制、发行、信息网络传播以及小说出版。刘三田指，《人民的名义》侵犯了其原创长篇小说《暗箱》的著作权，无论是核心事件、叙事结构都高度近似。而《人民的名义》作者周梅森则否认了侵权指控，并表示“严重损害了本人的名誉权”。事发后，网友表示支持周梅森，同时指责刘三田炒作。2019年4月24日，浦东新区人民法院一审宣判，认定被告不构成侵权，驳回原告诉讼请求。

## 对综艺节目设计方面的争议

### 《爸爸去哪儿》節目性質与设计方面的缺点
然而《北京青年報》的社論同時也批評了《爸爸去哪儿》製作單位拿孩子的童趣當娛樂，拿孩子來作秀，用孩子們的天真來博取娛樂的噱頭，並批評製作單位雖賺足了笑點、掙夠了收視率，卻在無形中卻傷了孩子。但此番言論仍然只是一家之言，並未能代表觀眾的想法。然而《北京青年報》連續發表社論，連番點評節目，認為節目內容設計完全與小孩教育無關，該觀點認為，節目中爸爸做飯及帶孩子的表現完全只能當笑料和娛樂，除了這方面再找不出關於親子教育的東西，將孩子帶到村莊和沙漠完全是折騰孩子。
於《爸爸去哪儿》第四期播出的內容中，有一段“保護雞蛋”環節，由孩子保護雞蛋不被打破，爸爸們則想辦法打破雞蛋。此番設計遭來一些網友非議，認為節目浪費食物不說，還將大人聯合起來欺騙小孩，並且美化成培養孩子們的責任感。
然而在《爸爸去哪儿》第四季（转芒果TV网播）节目当中，其嘉宾董力作为实习爸爸，亲自给素人萌娃崔雅涵（阿拉蕾）进行了全方位照顾。而阿拉蕾对董力的依赖程度也很高，还曾童言无忌表白对方“等我长大了我妈就把我嫁给你”。董力也在多个采访中以開玩笑形式來回答記者說表示要等阿拉蕾长大，理想型就是阿拉蕾，來迴避有關理想對象的問題。但隨著兩人走紅程度愈來愈高，湖南衛視也在炒作CP，有些網友也開始幻想炒作寫文章，於是，没有血缘关系的两人之间共同出行以及种种亲密互动遭到了某些网友的质疑，网络上也出现了《准妈妈致信“爸爸去哪儿”栏目：请停止渲染董力阿拉蕾CP》，文章称节目中诸多内容对儿童防性侵教育而言，打破了基本底线，充满了错误的示范，例如“可以喊陌生男子爸爸、脱衣同睡”。中华人民共和国公安部主办的微博“公安部打四黑除四害”也引用中央人民广播电台中国之声相关文章，对节目中出现的镜头予以批评。而《爸爸去哪儿》栏目组11月19日发表声明称“不支持过度解读”，表示“现场拍摄有镜头监控以及大量工作人员参与，完全杜绝了嘉宾与萌娃单独相处的风险。至于换衣服、洗澡等涉及隐私行为，则有专门的女编导负责完成，完全做到了尊重未成年儿童的隐私……原本是体现父爱亲情，却被断章取义，造成误导，对孩子才是真正的伤害。”

### 《真正男子汉》节目真实性遭质疑
北京时间2016年10月28日下午5:30左右，孙杨在自己的个人微博发文称，真人秀关键在于按照剧本演，当他在节目中认真做自己的时候，却被节目组一而再再而三地忽悠，疑似质疑节目环节设计的真实性，然而此微博在发布不久后便被删除。

### 版權引進與國內節目創新
《爸爸去哪兒》節目版權引進自南韓文化廣播公司，也是繼《中國好聲音》和《我是歌手》後第三個火爆華人圈的綜藝節目，縱觀這些節目都有一個特點就是全部引進國外版權，而中國境內原創節目市場則日趨蕭條與不景氣，國內眾多電視臺一窩蜂的模仿與引進，進一步打壓了原創節目的空間。隨著本節目火爆螢屏，中共官方媒體《人民日報》針對這一現象，在社論裏面批評中國電視臺，並列出了中國電視現狀三大罪狀：補課：買模式“逼迫”中國電視從作坊式走向工業化流水線；惰性：“拿來主義”暫時可保收視率，卻抹殺原創動力和能力；求索：買“點子”做本土化移植，學習如何把創意落實為模式。
而在张华立时任湖南卫视总监时期，就以《全员加速中》第二季收官后提出重要批评，表示“不允许做别人做过的节目”，且道“湖南卫视、湖南广电永远要做自己的，绝对不能跟风，跟风就是死路一条”（之前有一度时间有各种微博营销号爆出《全员加速中》第三季开始转网综播出并曝光了拟邀嘉宾，实际上该节目组亦未此打算）。

## 政策误读
2017年，中国共产党湖南省委员会第一巡视组批评湖南卫视“‘娱乐立台’、‘以收视率论英雄’的思想根深蒂固”，“不能时刻紧绷‘党媒姓党’和‘政治家办台’这根弦”的思想。随后湖南广播电视台开展了整改工作。8月31日，三湘风纪网发表了《中共湖南广播电视台委员会关于巡视整改情况的通报》，《通报》中对2月17日至4月18日的巡视“回头看”的巡视意见做出的整改情况公布了出来。
此次整改期间，亦有一些网友以及微博营销号爆出《爸爸去哪儿》的停播炒作——针对《爸爸去哪儿》，巡视意见指出：“为吸引观众眼球，存在过度消费明星子女之嫌，不利于青少年健康成长，被广电总局叫停。”整改情况中也表示，取消湖南卫视《爸爸去哪儿》节目2017年播出计划。然而事实并非如此，就在9月6日，爸爸去哪儿官微突然活跃了起来，为杜江和嗯哼、陈小春和儿子、刘畊宏和小泡芙、吴尊和neinei以及实习奶爸做起了宣传，并且在微博说道，“约定的旅程，一定会出发！”实际上，整改只是取消了《爸爸去哪儿》第五季湖南卫视2017年的播出计划，转为芒果TV、优酷联合独播（2016年广电总局新规“限娃令”开始，《爸爸去哪儿》从第四季开始就转网综播出，再加上文化部颁布的“限韩令”使得该节目无法电视播出）。而这次整改指出的只是过度消费明星子女、不利于青少年成长的问题，成为了亲子类综艺节目的通病。
而中国国家新闻出版广电总局所规定的境外引进节目时段、节目题材和环节，以及中华人民共和国文化部颁布的“限韩令”，仅针对电视上星综合频道制约。而在电视的地面频道、数字付费频道则不限制，以及网综的韩综引进节目（如《明星大侦探》）、韩剧翻拍电视剧在电视（含上星综合频道）播出（如《漂亮的李慧珍》）或网络播出的（如《青春最好时》），亦不受影响。
有些网友容易将广电总局针对上述一些题材的栏目和播出平台的规定进行误读，包括像金鹰卡通的《疯狂的麦咭》亦进行居心叵测。实际上，只是从2016年新规开始，金鹰卡通卫视的少儿综艺节目不再通过湖南卫视平台重播而已，而金鹰卡通等专业频道的首播和重播则未受影响。新浪微博“小宇宙的能量城堡”亦针对上述方面进行简单科普，并表示“明星亲子类节目只是不允许在上星综合频道播出，而不是‘不允许在电视播出’”。
曾经中国中央电视台旗下风云传媒数字付费频道CCTV风云音乐频道亦购买过韩综的《Running Man》成片带中文字幕播映，原则上广电总局针对外购节目对数字付费频道和专业频道，以及互联网视听平台上线的不受制约，但由于中韩关系钝化，至此更导致几乎无一电视台机构和互联网视听平台购买韩综和韩剧原片节目在中国大陆地区的播映。而一些数字轮播频道（如华数风尚音乐、SITV欢笑剧场、DOX韩流）亦因为曾经大量播放韩国元素节目，正值“2017中共十九大”喜迎时期，间接导致了2017年4月广电总局“安全大检查”（下架未备案的频道，包括高清数字付费轮播频道）的出现。

### “过度娱乐化”被广电总局约谈
2021年10月29日，中共中央宣传部、国家广播电视总局联合对湖南广播电视台在内的四家广播电视台进行了约谈，约谈中被指湖南卫视等频道不同程度存在过度娱乐化、追星炒星等问题，要求必须整改。这些卫视频道将必须坚持政治家办台，与社会效益优先，大力弘扬社会主义核心价值观，更加聚焦新时代火热生活，聚焦新时代奋斗者、劳动者，推动省级广电媒体转型，用更多高品质的电视节目丰富和引领人民群众的高质量精神文化生活。

## 对电视剧方面的争议

### 剪辑争议
2012年上半年，由於湖南衛視選劇不當，加上競爭激烈及雙劇場帶來的收視疲軟，原定播放的超過40集的《太平公主秘史》被剪成28集播出；隨即的韓劇《逆轉女王》同樣因為收視不振僅僅播出幾集便慘遭腰斬。然而，如果戲劇節目收視良好，電視臺則將戲劇越剪越長，即原本規劃需要剪掉的戲份會因為良好的收視而繼續上馬播出；造成此舉的原因是全國衛星電視只有湖南衛視一直堅持獨播，因此不會受限於與其他電視臺的同步，播出方式以及播出時間由電視臺自身掌控。
早在《金鷹獨播劇場》在晚間十點檔的時候，湖南衛視在戲劇接檔時採取套播的模式，即上一戲劇節目的結局篇分為上下部份，結束前一天播放上集內容，緊接著播放下一節目；第二天播放下集內容，接著播放新的劇集。隨著晚間黃金檔電視劇採取三集播出，原本一般的電視劇一集為45分鐘到47分鐘的時長被壓縮成每集33分鐘。但湖南衛視套播的編排方式仍在繼續，結局篇最後一集被壓縮成30分鐘，而新戲的第一集也變成只有30分鐘左右，同時爲了讓路廣告，足本的片頭片尾曲也被簡省到不到幾十秒鐘的過場。而剧集剪辑和重复的方式亦被其他卫视跟进。
然而在2015年暑期，《花千骨》电视剧也是因为剪辑重复过长，亦遭到很多网友谴责，认为这是其他卫视没有的事情。而2018年，由於《遠大前程》受陳思誠演技拖累，導致湖南衛視粉絲不滿，官方貼吧、微博出現一大堆投訴，要求湖南衛視加量播出，最終湖南衛視加量播至第47集完結。同年的《天盛長歌》，由於題材與湖南衛視的風格不符，一度創下金鷹獨播劇場收視率新低，加上演員帶節奏引導劇粉觀看DVD版本，導致湖南衛視粉與演員粉、劇粉在湖南衛視貼吧爭吵，最終湖南衛視大幅加量播出。

### 《天龙八部》内容遭截半
湖南衛視作為先播平台，播放的版本理应是54集版本，浙江衛視之後播出的是剪輯過的39集特供版本。湖南衛視每天只播出20分鐘，而從26日後《天龍八部》將在湖南衛視正式下架停播，按照如此播出進度，到了26日，該劇還有至少24集沒播出。原小說3男主角之一的「虛竹」戲份因此在湖南衛視版被大幅度刪除，只在最後一集出現，另外一位原著小說的男主角「喬峰」戲份則只播放到出任南院大王，把原著小說後部分如：喬峰於雁門關前自盡等的戲份完全被刪，把喬峰原本在劇中的命運完全改變；由於湖南卫视版本的戲份經刪減後，以喬峰為主，因此被網友笑稱“《天龍八部》被湖南衛視活活剪成了‘喬峰自傳’”。
可能受到低收视率的影响，再加上先前因应纪念毛泽东诞生100周年，湖南省委要求湖南卫视与央视一套联播《毛泽东》电视剧的政治任务，以及被浙江卫视播出的版本于2014年1月24日播出的内容赶超，湖南卫视决定把内容截半，1月26日播出大结局（其内容播出至原版第30集21分16秒处）。
繼後播出的浙江衛視表示，該台播放的版本雖然是39集特供版本，但是只是刪去了一些劇中累贅的劇情，如較多的兒女情長和你儂我儂的部分，劇情更集中在金庸原著的故事。实际上最后该两家卫视最后播出的版本都不是本剧的完整版本，之后貴州衛視於2014年3月播出該劇，则是播出54集完整版本。

### 穿幫鏡頭
《天龍八部》剛開始播出已發現了多處穿幫鏡頭，根據網友發現，該劇至少有37個穿幫地方。如：段譽和鍾靈一起在河邊上岸後，除了演員頭髮絲上有水之外，戲服和演員的頭髮都是乾的（原版第1集）；段譽在懸崖掉下去的那個地方可以看到工作人員在左方走過去（原版第1集）。

### 《新还珠格格》结局难以接受
2011年7月13日，该剧在北京举行了发布会，宣布新版《还珠格格》将于2011年7月16日湖南卫视首播。播出后果然引發鋪天蓋地的批評聲，尤其集中在兩位女主角的演技和幼稚的對白上。新浪微博上一項名為《你喜歡看新還珠還是舊還珠》的投票中短時間內就引發近萬網友參與投票，其中96%把票投給了舊還珠，新還珠僅占4%，媒體評論“如果是以這樣的方式翻拍經典，實在讓人難以接受”。 瓊瑤則回應稱，「不喜歡可以轉臺」。
播出后，大陸收視平淡，湖南卫视金鹰剧场收视率一般保底都在1.5以上。《新還珠》1.5左右的收视几乎可用“平淡”来形容。而台灣剛開始播放時收視吊車尾，0.7的收視率打破瓊瑤戲劇最低收視記錄，随后收視率稍有上升(8月26日 AGB尼爾森調查之收視率2.04)。  9月8日，湖南卫视播出了新版的大结局，但争议依然在蔓延。琼瑶表示观众不能理解新还珠，令她很痛心，并感觉与观众有太大距离。而很多网友则表示结局无法令人接受，更无法想象原版中天真善良的小燕子新版中真真正正成为了社会俗称的小三，永琪成为了抛妻弃子不负责任的男人。

### 《武媚娘传奇》有違史實，导致中途停播
《武媚娘传奇》播出之後，觀眾普遍認為武如意的人物設定和整個劇情設定都和甄嬛傳的甄嬛類似，都是從懵懂清純、姐妹反目到爭權奪利的轉變，儼然就是抄襲甄嬛傳，而一些角色的分工也跟甄嬛傳雷同。
劇集開始即大幅度描述武則天在後宮不斷遭人陷害而面臨各種困境，但武則天卻以「以德報怨」的態度化解各種矛盾，此番表現被觀眾批評主角太過瑪麗蘇。劇集前半部分主要講述武則天與李世民的故事，而劇集進展到60集時，李世民依然在世，外界原本以為劇集重點會放在武則天封后到成為皇帝這段時間，但原本90多集的故事內容用超過60集的內容描述武則天與李世民的故事，被觀眾批評為劇情發展過拖沓。。
在劇集播到17集（湖南衛視版）時，湖南衛視在社交網站發出公告，因為「技術原因」而停播四天，待2015年1月1日恢復播出，停播前三天的原時段由變形計填檔播出，第四天现场直播2014-2015湖南卫视跨年演唱会。隨後有媒體猜測是因為劇集中出現各種「爆乳」橋段，尺度大膽，遭到廣電總局勒令整改再重新播出，也有一說是因為央視的新劇在同一日上檔，網友猜測是為了給競爭對手讓路而暫時停播，但相關人物駁斥此種說法，認為央視的節目編排和其他電視台沒有關係，湖南衛視對此沒有做出任何回應。英國廣播公司（BBC）中文網報導，1日復播的「武媚娘傳奇」讓很多觀眾失望，一位觀眾在微博上表示，「停了四天『武媚娘傳奇』，今晚又追了起來。突然發現前幾集胸都不見了，全是大頭照，就連頭飾也看不全，影響視覺效果」。
有網民抱怨，「技術調整後，美感全無，那麼美的服飾，頭飾全部浪費了，好可惜好遺憾，能不能想點辦法。范冰冰一直都是大鏡頭，強迫症真的很難受，鏡頭語言的美感也沒了，混亂凌亂，審片的是怎麼想的。」有網友說得更直：「看起來很累，腦袋都好大」。雖然湖南衛視及中國新聞出版廣電總局都沒有說明停播原因，但報導說，從重新播出的「武媚娘傳奇」來看，先前有關在廣電總局要求下重新剪輯的說法，並非空穴來風。
在1月1日播出的畫面中，鏡頭被重新剪輯，露胸的遠景或全身景被拉近變成人物頭部特寫。整晚播出的內容中胸部鏡頭全部被剪掉或拉近變成特寫。BBC中文網報道，此番舉動證實，停播並不是因為湖南衛視的古裝播出量配額用完，而是因為中國廣電總局認為尺度過大，臨時勒令停播，並將餘下未送審的劇集片段重新剪輯再送審，由於需要審查，因此只能停播數日。雖然廣電總局和湖南衛視均未正面回應此事，但是剪掉露胸橋段已經證明，停播壓力來自廣電總局。不僅湖南衛視播出的版本，在中國的各視頻網站上版本也一並被修改，已經上架播出的前十多集也一並修改，外國傳媒也有報導這事件。
由于该剧鏡頭被重新剪輯，因此网友调侃重新剪辑后的该剧剧名为《武大头传奇》、《大头娘娘和小头皇上》、《武媚娘切胸传奇》等。
新闻出版广电总局副局长田进1月21日上午在国新办发布会上表示，原剧播出后曾收到观众投诉，而修改播出后，实际上是得到了广大受众的认可。

### 《人民的名义》剧组疑遭诽谤
2017年4月2日，环球网财经频道转载一篇未署名文章（文章来源标明百姓生活网，但至4月3日百姓生活网上并未搜到相关文章），称某博主“恶意诽谤《人民的名义》”，剧组“通过公安和网络管理部门，在不到四个小时就锁定了嫌疑人”，对其批评教育后封禁了其微博。被质疑的正午阳光影业通过官方微博发布声明，称“某博主黑《人民的名义》后被国家机关调查”事件与该影业无关，“甚至并不清楚上述事件是否客观存在”。以此导致广电总局和中宣部要求任何电视台（包括湖南卫视）不得再次播出《人民的名义》。湖南卫视《快乐大本营》节目组曾计划拟邀《人民的名义》剧组参与节目录制，但受上级明禁制约而无缘计划，而《人民的名义》当中的演员纪帅（角色周正的饰演者）和唐菀（角色林华华的饰演者）则参与了同年同季度的《疯狂的麦咭》节目录制。

### 完整劇集非法外流事件
2017年4月13日，正在播出的《人民的名義》全片遭到非法外流，洩露視頻畫面上標註有「送審樣片」字樣。據導演、總製片人李路稱，當日晚11時許，有200多名水軍在全世界的網路上散佈該劇集全片，還有人在微博、微信朋友圈、淘寶網等處兜售遭洩露的視頻資源，甚至在YouTube亦传开了。對此，湖南衛視官方表示將徹查此事。4月15日，李路在新聞發佈會上表示，目前他正在配合公安機關在網上搜索目標。国家版权局版权管理司司长于慈珂就此事件表示，这种行为应予以制止和查处。
另外在《人民的名义》首轮播完后，全国一些十八线地市、县市（镇）台亦开始通过下载片源等手段来编排该剧在当地的二轮播出（如河南平顶山电视台教育频道、福建宁德电视台、山东菏泽电视台），甚至于2017年10月27日新疆克拉玛依市电视台维语频道亦译制了该电视剧的对应民语配音版本播放。电视台官方表示，该剧实际上是湖南卫视花了重金同时买断二轮三轮的播放权，并且会将压制版权，不售给其他任何电视台，同时严查地方台盗播该电视剧的行为（在“芒果特攻队”福利活动亦有要求网友监督全国各地方台上述行为进行信号实时监控）。
同样的，就在5月中旬，湖南卫视当时未播出且未定档的电视剧《我们的少年时代》亦遭到完整剧集非法泄密事故，亦等同《人民的名义》那样兜售。之后剧组方及其出品方芒果娱乐传媒官方亦表示将维护该未播电视剧（2017年暑期播出）的合法权益。
而在7月热播的《楚乔传》电视剧期间，亦会有水军传言拥有该剧的全集兜售，之后，新浪微博“卫视薄荷小胜”发微博辟谣，所谓的《楚乔传》全集均是假的。实际上《楚乔传》电视剧是华策影视出品的，在未播出的集数期亦不会向湖南卫视提供对应剧集的母带，更不会担心资源的泄露。

### 电视剧原著改编争议

#### 禁止“穿越”
在热播电视剧《楚乔传》当中，其原著小说《11处特工皇妃》被指抄袭多部作品：萧如瑟的《九州·斛珠夫人》、江南的《九州缥缈录》、老猪的《紫川》、不乐无语的《限制级特工》、寐语者Amei 的《帝王业》、流潋紫的《后宫甄嬛传》、黄易的《寻秦记》、沧月的 《镜》等。潇湘冬儿的另一部相关作品《暴君，我来自军情9处》，被指责抄袭凤歌的《昆仑》。2015年8月，作者潇湘冬儿发布公告，道歉并承认抄袭凤歌、月关、老猪的作品，并承诺“已经与影视公司协商，向他们提供完整的不涉侵权的小说版本，并在电视剧开机之前检查剧本，保证没有在台词上有侵权行为” 。然而，在2017年6月剧集开播之后，网友和原作者仍然指出片花和剧集内容存在抄袭现象。原作者之一萧如瑟2017年6月发布微博称，已经在走法律程序 ，并向电视剧各家出品方发出律师函 。
由於原著內有涉及穿越的劇情，中国國家新闻出版廣播電影電視總局卻禁止相關类型题材的电视剧播出，所以电视劇劇情会改編得與原著有些許不同。曾经，湖南卫视在2015年、2016年播出过类似穿越时空的题材剧的两部《相爱穿梭千年》，而央视1套亦在2010年、2011年播出过该题材剧的《神话》《古今大战秦俑情》。
曾在湖南卫视2012年暑期热播剧《轩辕剑之天之痕》热播之后，中国國家新闻出版廣播電影電視總局曾禁止过不得以网游改拍电视剧，但之后又解禁了，其姊妹篇《轩辕剑之汉之云》于2017年8月在爱奇艺实行先网后台策略，之后在东方卫视热播。

#### 不得“早恋成功”
而在热播电视剧《夏至未至》当中，由于郭敬明小说原著的结局较为狗血伤情，且小说的部分故事太过于单调，甚至不切合现实生活，故在电视剧当中做了更多改动，改动后的部分故事，亦被网友发现个别角色“被洗白”。但为了与原作的悲剧性相切合，再加上由于中国國家新闻出版廣播電影電視總局不允许高中时代早恋题材的电视剧、电影结局成功，舆论导向，政治正确，故在结局当中仅改动了陆之昂角色最后部分（入狱三年、和颜末结婚），而傅小司角色基本不做任何改动，实际上最后改动的结局末尾还勉强让观众欣然接受。同样类似题材电视剧《十五年等待候鸟》亦是如此。
曾在2009年，湖南卫视亦播出过该类型题材的外购剧，如台剧《恶作剧之吻》《恶作剧2吻》（大陆引进时分别更名《梦幻华尔兹》《甜蜜再恋》）和韩剧《豪杰春香》，不过剧情过程是明显的从尝苦头到修成正果的过程。曾经广电总局亦针对些“早恋成正果”题材的高中时代青春偶像电影进行明禁且不通过审批上映，后勉强放宽禁锢，只是高中时代涉及“早恋”题材电影和电视剧结局男主和女主无缘成正果，近期最新上线的此题材电影，大多是以中学时代回忆有关，结局通常是毕业典礼和回忆。就在2017年11月，爱奇艺和腾讯视频陆续推出中学言情题材网剧《你好，旧时光》《致我们单纯的小美好》。

### 退片风波
原计划2017年第四季度上档的电视剧《九州·海上牧云记》却无意间遭湖南卫视退片。有传言称，该剧的正片与片花差距过大，剧集好看的部分似乎都在片花里了。也有传言称，该剧是因为过度注水才惨遭湖南卫视抛弃的。据导演曹盾透露，原本40集的剧情被资方要求硬生生的注水至80集。甚至有爆料称，有一集中，仅仅是两个角色下棋的戏份，就足足占用了半个小时。就在2017年暑期广电总局出台新规，一些涉及穿越题材的剧亦无法在卫视播出，亦导致其退片原因之一。之后该剧转战网剧，于2017年11月21日登陆爱奇艺、优酷、腾讯视频上线，但最终还是湖南卫视买下该剧的首轮权于2017年12月29日在湖南卫视日间剧场首播，后由于收视不佳，故于2018年1月4日腰斩改播《陆贞传奇》。
而原定2018年湖南卫视开年大戏《巴清传奇》，因应该剧实行“台网联播”等策略的风波，加上被网友质疑各种“玛丽苏”，导致湖南卫视残忍退片，原定在江苏卫视、东方卫视于2018年1月12日首轮联播，但因涉嫌歪曲历史遭秦粉举报而搁置。但亦有称巴清传本定档春节前后播出，因此至传闻将播出的一月中亦未见官方宣传活动。
原計劃2018年播出的電視劇《天衣無縫》，受秦俊傑和楊紫分手影響，湖南衛視退掉該劇。

### 使用现存高校名称同名
在2017年11月1日上映的青春进行时电视剧《路从今夜白之遇见青春》第一集中，顾夜白与路悠言在对话中称诺丁汉大学的同学“无非就是能按时交个作业”、“混张文凭”，亦出现了所谓的诺丁汉大学校门（实为浙江万里学院的校门，“诺丁汉大学”字样为剧组后期剪辑而成）。
此行为激起了宁波诺丁汉大学同学的极度不满，指责此行为“公然抹黑”、“对诺丁汉大学，对广大诺丁汉大学就读学生造成了声誉上的影响”，纷纷在路从今夜白之遇见青春的官方微博下留言，要求剧组致歉并删除剧集中相关内容。11月2日，宁波诺丁汉大学校方发布邮件，称将会采取法律手段维护学校权益与形象。
11月7日晚，宁波诺丁汉大学在其官方微信账号上发文，表明已收到来自剧组的致歉函，且原视频中涉及侮辱诺丁汉大学的桥段也正被逐步删除。但是部分宁波诺丁汉大学的同学并不接受此致歉函。实际上在本剧开播前宣传剧情角色介绍当中，则用“G大”取代，实际上是审片时候出现了漏洞疏忽。而在该剧片尾的字幕当中，则有将“宁波诺丁汉大学”、“浙江万里学院”列入鸣谢单位名单里头。

### 《猎场》片头演员名字拼音出错
有网友反映在2017年11月6日开播的《猎场》片头当中的女演员菅纫姿名字，将“菅”的拼音“JIAN”打成了“GUAN”，之后于11月9日播出的片头已做更正。而该演员名字当中的“ren”，却曾用过“韧”字，即“菅韧姿”。
实际上影视公司的DVD版一般是保持原状，但影视公司提供给湖南卫视的电视剧母带则更加让湖南卫视删减时注重细节上的审查。

### 《猎场》剧中手机号码被打爆事件
2017年11月19日，在播出的电视剧《猎场》当中，在部分视频网站首播第25集预告片时，片中林拜（陈龙饰）发给郑秋冬（胡歌饰）的微信消息中显示了一个尾号为7696的手机号码，而且在正片播出的过程中，郑秋冬还拨打了该号码，画面给了两次特写。该号码十分清晰，没有遮拦完整地呈现在屏幕上，而该号码在剧中为一位大公司的总裁所有。不过在现实中，该号码为深圳市南山区一位赵姓市民所使用的手机号码。在预告片及正片播出后，许多观众误认为此手机号与剧中演员有关，因此有观众尝试拨打该号码、发短信或添加微信好友，直接导致赵先生每日接到上千个陌生来电，影响了赵先生正常的生活作息。为此，赵先生委托律师事务所，向该剧的8家相关单位发律师函。赵先生认为其严重影响了个人正常工作与生活，侵犯了隐私权和通信自由权，要求各相关公司在收到本函后停止侵权行为，赔偿损失，并公开道歉。截至11月30日，仅有腾讯视频对该律师函进行回复。

### 《白日梦我》剧名错读
2023年8月30日开播的《白日梦我》预告片中，湖南卫视频道声丁文山将剧名错读成“白夜梦我”。至今仍未更正。

## 艺人／主持人争议

### 《天天向上》主持人及嘉宾染发被批
2017年5月17日，湖南广播电视台宣传管理部发出了《关于天天向上主持人及嘉宾造型怪异、缺乏审美引领的宣传提示》文件。据文件显示，国家新闻出版广电总局《收听收看日报》第97期刊文称，对5月12日播出的《天天向上》节目予以批评。文中指出，节目中担任主持人的大张伟的头发挑染成暗绿色，男嘉宾李诞的头发染成粉红色，另一名男嘉宾池子则扎着小辫子。湖南广播电视台宣传管理部要求湖南卫视总编室及各节目“加强对主持人及嘉宾参与节目的管理，树立健康向上的屏幕形象”。《天天向上》节目组尚未对此公开回应。大张伟已将头发颜色染回黑色。

### 墨镜事件
在《快乐大本营》中，杜海涛一直以憨厚、搞笑的形象出现；2013年4月1日，却爆出他在河南拍戏时打了当地大学生。据透露，打架的原因是：“有学生找他合影拍照，非要他把墨镜摘掉，海涛没摘，学生自己伸手去摘，导致海涛厌烦发生了口角。”记者从网上流传的现场图片看出，当时场面十分混乱，杜海涛的情绪也十分激动。有媒体拨打了杜海涛的电话，对方迅速以“打错电话”为由挂断。而该片片方工作人员解释称，“当时有学生过去伸手摘杜海涛的墨镜，他才推了那个学生一把，是本能反应。”但也有网友认为很可能是片方的炒作，结果把杜海涛绕进去了。

### 下跪颁奖事件
2013年11月20日，「青春的选择2013年度盛典」在北京奥体中心举行，BIGBANG队长G-Dragon中国首秀，杜海涛见到偶像十分激动，现场向偶像权志龙以单膝下跪的方式颁奖。此举立即引起了众多大陆网友批评，不少人认为杜海涛身为公众人物此举有失妥当，会给大批未成年粉丝做出错误示范，激进的网友则直接骂此行为是“无节操脑残”。韩国媒体对于杜海涛下跪权志龙一事也有报道，直言中国人奴性十足，嘲笑杜海涛下跪行为。进而引起了百度贴吧爆吧事件，杜海涛吧首先中招，快乐大本营吧、权志龙吧于当晚也被爆吧。之后传出湖南卫视内部对杜海涛作出暂时休假的决定，但被杜海涛助理否认。
11月26日下午17时左右，杜海涛在个人微博上为炒得沸沸扬扬的“下跪权志龙”事件公开道歉。

### 《爸爸去哪儿2》艺人受伤事件
- Feynman參與爸爸去哪兒 (第二季)最后一站在新西蘭拍時眼角受傷，被送去醫院縫了針。節目組在官微中承認小伙伴玩耍時，跌倒撞到了桌角。在台灣的媒體看片會上總導演謝滌葵卻又重提Feynman受傷之事，稱是Feynman不小心撞到樓梯所致，且稱當時無人在旁、無機器拍攝。這種前后矛盾不一的說法引發了網友及粉絲的意見[101]。吳鎮宇在2015年5月19日接受訪問時表示兒子Feynman的傷最終確診為永久性傷害(吳鎮宇其後表示Feynman眼角疤痕永久性伤害，即便之后微整形也无法完全复原)[102]，而節目組至今無人負責，他表示将诉诸法律解决此事[103]。湖南卫视在2015年5月21日於其官方微博对“Feynman受伤”事件发表声明称：事故发生后，导演组多次征询吴镇宇先生及Feynman是否终止拍摄，但他们表示可以继续参加节目；节目组多次与保险公司沟通希望推动理赔，同时请吴镇宇方面提交相关书面鉴定结论和医疗单据，吴镇宇方面暂未提供治疗单据和具体鉴定，因此一直无法落实保险赔付事宜[104]。5月23日，吴镇宇出席活动時表示单据问题昨天(5月22日)已缕清楚，並和湖南台高层专程就Feynman受伤保险赔偿一事谈的很好，吴镇宇表示感谢湖南卫视拿出了诚恳的态度来解决此事[105]。

### 王宝强受伤
北京时间2015年3月24日下午1:30左右，王宝强在《真正男子汉》炮兵站独木桥大作战环节的录制中，因被刘昊然推下独木桥时不慎扭伤右腿，而被紧急送往卫生队接受治疗，节目拍摄被迫中止。随后，王宝强被送往附近的医院进行检查，检查结果被确定为右腿骨折，需进行进一步治疗。当天下午5点，王宝强返回卫生队，在与其他战友告别后，王宝强决定暂时退出《真正男子汉》的录制，返回北京接受进一步治疗。4月27日，王宝强拄拐回归《真正男子汉》坦克兵站的录制。

### 范湉湉当众嘲讽TFBOYS事件
2015年9月26日，TFBOYS參與湖南卫视競技節目《全員加速中》期間，主持人范湉湉向TFBOYS在拍攝現場等候的粉絲大聲地說:「在等掏粪男孩嗎?」，而當時TFBOYS緊隨范湉湉進入拍攝場地。
事件發生後，TFBOYS三人由面帶笑容立刻變得神色凝重，匆匆低頭走進拍攝場地。
其後，事件經過視頻被TFBOYS的粉絲上載至互聯網上，新浪娱乐等傳媒隨即報導，事件引發TFBOYS的粉絲以及一眾網友批評其品格。
范湉湉於當天下午三時在個人微博聲稱當時已向現場粉絲道歉，並表示與三人在拍攝其間相處良好。
同日晚上十時半，范湉湉在個人微博上發表道歉聲明。

### 沈梦辰因违纪被停飞处理
在2016年12月16日播出的第二季第九期节目中，沈梦辰被安排与孙杨一组，黄子韬被安排与佟丽娅一组，两组需进行一场长僚机协同作战对抗赛，比赛结束后成绩垫底的学员将被淘汰，无缘接下来的飞行实践。由于沈梦辰、孙杨组在比赛中优势较为明显，而佟丽娅则受身体素质所限，根本无法完成比赛。沈梦辰为避免佟丽娅被淘汰，所以在比赛过程中拖住孙杨，从而阻止孙杨走向终点。
沈梦辰的这一做法虽合乎人之常情，但是却违反了部队纪律，组织对此高度重视。随后，空一师召开紧急会议，政治处主任王子男在会上宣布命令，依据《纪律条令》和《飞行员管理规定》，对沈梦辰作停飞处理，以观后效。
节目首播后，佟丽娅在自己的个人微博上表达了对沈梦辰的感激，而沈梦辰也为自己的行为进行了道歉。不少网友对沈梦辰在节目中的表现表示批评，但也有部分网友对沈梦辰的真性情表示理解。

### 《歌手2017》巅峰会拟邀风波
由于电视剧《三生三世十里桃花》在春节期间收视异常火爆，而张碧晨加入比赛的第四轮补位赛在播出时恰逢该剧收官后不久，因此许多网友便希望张碧晨能在比赛期间演唱该剧的片尾曲《凉凉》。直到总决赛邀请助演嘉宾合演时，张碧晨原计划邀请杨宗纬合唱《凉凉》以满足网友的心愿，但由于杨宗纬档期问题最终未能如愿。之后孙坚邀请到大学同学白百何前来救场，然而在消息公布后的第二天就有媒体爆出白百何在泰国与小模张爱朋偷情。及至当晚，芒果TV下架了有关白百何加盟帮帮唱的全部视频，而张碧晨方面也因此陷入了更换帮唱嘉宾的风波当中。经过多方努力，杨宗纬最终决定推开档期前来救场，于总决赛直播当天现身比赛现场，担任张碧晨的帮唱嘉宾。
白百何出轨事件被媒体曝光后，亦对4月22日晚现场直播的巅峰会造成了影响。按照原定赛制，本季总决赛前六名将与四季《我是歌手》的歌王（羽泉、韩磊、韩红、李玟）共同参加最终的“歌手2017十全十美巅峰会”。然而在白百何偷情事件被媒体曝光后的第四天，陈羽凡发表声明称为陪伴家人和孩子将无限期退出娱乐圈，令羽泉退出本季巅峰会。之后有微博娱乐营销号爆料称黄绮珊将顶替羽泉参加巅峰会，但由于档期问题最终未能实现。再加上韩磊因个人原因退出巅峰会，节目组最终补入总决赛排名第七的袁娅维，并更改赛制为“歌手2017巅峰会”，由本季总决赛前七名以及韩红、李玟共九位歌手参加。

### 田源受解封转幕后
2015年5月6日，因田源被曝“激吻门”及其对象的艳照，事情反响极大，之后遭《天天向上》节目组封杀。此后一段时间，田源的人生陷入了低谷，完全没有人敢再请他上节目，因应田源发觉自己走投无路而央求汪涵，最终汪涵没有放弃田源，2016年田源在《天天向上》低调回归，为避免网民热议反响，实则上以嘉宾和幕后名义回归，同时又会在其节目板块“天天向善”镜头出现。2016年汪涵主持的优酷网综《火星情报局》邀请了田源当常驻高级特工，真的是不抛弃不放弃，对此田源对汪涵是感激不尽。2016年，田源带着全新综艺《火星情报局》强势回归，吸粉无数。同年6月13日，由向上影业集团联合时尚集团共同举办的“向上时尚之夜”，在上海Lavin玫瑰里震撼上演，湖南卫视主持人田源身着条纹西装帅气亮相受到众多瞩目。

### 陈翔衣服被打码
就在2017年11月4日播出的《快乐大本营》节目当中，有网友细心发现在播出到陈翔上场与何炅谈话片段时出现了其红色衣服被打码。有网友认为，衣服里植入的应该是商标，因避免该商标的母公司告发吃官司而引起的争端，或者因该商标未给该期的《快乐大本营》栏目冠名赞助商而获得的广告创收回报，湖南卫视亦不会给该商标作宣传。据悉，实际上陈翔上台时着装的衣服植入的是“海洛因”的英文单词Heroin，为避免该衣服的“不良”植入而引发更多的舆论。

### 周延GAI被迫退赛
2018年1月18日，有消息称由于受到PG One「夜宿门」事件的影响，中国嘻哈音乐市场将面临全面整顿，故GAI将从当晚录制的第一轮踢馆赛开始退出比赛，其位置将由歌手李泉替补，已录制好的第一轮淘汰赛则会将其镜头全数删除。随后，有网友爆出GAI与其粉丝群负责人之间的微信对话内容，GAI在对话中称「我们尊重所有的选择，而且我第一场表演非常的震撼，我知足了」，并希望粉丝不要因此而煽动网络暴力。当天下午，《成都商报》记者从知情人士处获悉，GAI已于当天中午返回重庆，间接证实了退赛传言。

### 《嗨！看电视》栏目被指侮辱王菲
2018年1月18日晚上，《嗨！看电视》播出期间，节目官方微博发布微直播微博“《歌手》为什么不请王菲？三姐妹浮夸模仿《因为爱情》”。片段中，魏莫斯等三个嘉宾侮辱王菲，并浮夸模仿《因为爱情》；事后被王菲粉丝质疑涉及侮辱王菲的行为。又有网友認為，此事只是根據电视台提供的台本而演出。

### 郑恺怒撕《声临其境》
2018年2月10日晚上，《声临其境》主打“恋爱之声”，由于该期冠军郑恺对节目组剪辑方式不满，故发微博指责节目组，引起网友热议。就在大多數观众质疑郑恺的配音能力时，郑恺本人当天一大早就发博呛声该节目的导演：“我早就说过，这么剪辑会招黑的，某导演组不听，把精彩部分全剪掉，把综艺部分全放大，不好意思，这个节目我不约了”。而网友透露的描述中，节目组将配音《权力的游戏》小恶魔部分剪掉，没能呈现给观众郑恺配音最精彩的部分。但也有网友指出，郑恺发上述微博是情商低的表现，更有网友对其“路转粉”、“粉转黑”。

### EXO遭打码起争议
就在2018年2月22日晚《嗨！看电视》节目播《快乐大本营》之涉及韩国成员EXO的特辑时故意将其脸上打码，引发一些歌迷不满。对此有很多粉丝吐槽，“如果觉得不适合播出就不要重播，给人脸上打码很不尊重人；当然也有网友支持湖南卫视的做法，认为应该打码打全身。实际上因限韓令影响，中国文化部和广电总局均要求涉及韩国元素的不得在电视出现。而在2月26日央视重播2018年冬季奥林匹克运动会闭幕式时，亦将EXO表演片段剪去。

### 《快乐大本营》主持被指收受後援會禮物
2020年12月下旬，《快乐大本营》多名主持被指收受當紅藝人後援會的禮物，當中不乏天價奢侈品，旋即引起網民關注。事後，其中一名主持何炅發文道歉，並稱自己已多次反映粉絲不要送禮物，錄節目時也未有與各家粉絲接觸，但是藝人和團隊有時來問好送禮時也沒好意思拒絕。12月23日，湖南衛視通過官方微博發出聲明稱，堅決反對主持人、演員、嘉賓收受粉絲禮物等不正當行為，对網民反映的情況展开全面調查，如查實有不當收受禮物行為的，湖南衛視將依紀依規進行嚴肅處理。
2021年10月2日起，《快乐大本营》暂停播映，湖南卫视回应称《快乐大本营》将“升级改版、更新换代”。2022年，同时段接档节目《你好，星期六》播出，《快乐大本营》实质上已被停播。
除何炅外，其余四位主持人均已被停职，不得在湖南卫视节目中出镜，往期节目重播及回看均已做下架或打码处理。

### 《天天向上》主持人钱枫被举报性侵他人
2021年8月24日，网友小艺自曝称两年前被湖南卫视主持人钱枫强奸。小艺称：钱枫曾多次邀约，但从未相见，直到2019年2月钱枫再次邀约吃饭，当晚被钱枫劝喝了很多果酒后不省人事，怀疑被下药。随后被带到酒店开房，直到第二天早上发现被强奸。据小艺描述，钱枫曾以转账道歉。随后网友“小艺希望坏人被惩罚”发文附上了的监控截图和聊天记录截图。
2021年8月24日下午17时50分，@湖南卫视官方微博回应称：湖南卫视关注到主持人钱枫的相关舆情，正在紧急核实了解中，并将积极配合有关部门的调查，在调查结论出来之前，频道暂停钱枫其一切工作。

## 节目编排风波

### 《真正男子汉》疑涉军事机密延播
北京LCR公司总裁称，《真正男子汉》因可能涉及军事机密，而当局审查时间又过于冗长，迟迟不能结束，导致节目首播被迫延迟。

### 《我想和你唱》单期节目被迫推迟播出
根据赛制安排，每组嘉宾在第二轮演唱结束后，现场观众将会有10秒钟的时间为该组表演点赞，最终按照各组表演所得点赞数量的多少来决定当期最受欢迎草根嗨唱达人的归属。然而这一元素属于比赛性质，违反了广电总局关于音乐竞唱类节目的管理规定，在第一季第五期节目开播前夕遭到竞争对手举报，当期节目被迫推迟到22:30播出。随后，节目组对接下来的节目内容作出了调整，点赞环节仍旧在现场进行，但不会在节目中播出，相当于去除了一切比赛性质的元素。正因为如此，第一季余下的节目才得以恢复到22:00播出。

### 《头号惊喜》、《来吧说做就做》遭腰斩
就在2016年12月18日，原本当天晚上22:00是播出《头号惊喜》，结果意外发现播出的是《兰陵王妃》电视剧，引起观众热议，而《头号惊喜》官方微博并没有公布复播的时间，原定暂停三期且暂定在2016年1月8日恢复播出，然而事实未能如愿。有网友爆料，原因在于电视剧档期，因为了赶上1月份开年大剧周播剧场上档《漂亮的李慧珍》，故要计划将《兰陵王妃》播完，因此《头号惊喜》无缘而腰斩。
事实上，《头号惊喜》余下的节目因档期压力山大，最终改为了网播，但不在芒果TV，而是转向了PPTV平台。
同样的，原定2016年11月20日上档的综艺节目《来吧说做就做》，由于该节目涉及到韩国团队，而广电总局的新规政策和中韩关系繁杂使得该节目不得不就此雪藏，就连原录制的第一期都未能播出。而在《快乐大本营》的20161127期当中，该专辑的邀请嘉宾正是《来吧说做就做》的第一期嘉宾，原本同时宣传该季度综艺节目的亦被删减了部分镜头，包括何炅的台词涉及节目名称宣传口号的片段亦被删除。之后，该节目团队于2017年移师江苏卫视制作播出《来吧兄弟》，2017年7月7日播出首期。
目前湖南卫视的节目官方微博亦闲置着一个目前一直搁置的《元气美少年》栏目官微（“湖南卫视元气美少年”），原计划2016年暑期档上映，却因故取消或者推迟，且官微的第一条微博写道“因湖南卫视编排调整，《元气美少年》节目将延期制作和播出”，但最后依然杳无音信，实则原因亦涉及到“限韩令”因素而搁置，之后转由芒果娱乐传媒负责制作的优酷网综《超次元偶像》。

### 跨年风波
往年的跨年晚会，湖南卫视总是顺利地拿到直播牌照并顺利在12月31日现场直播，每年收视均是创下新高。往年12月初就要跨年演唱会宣传，而在2016年12月就不容乐观。作为跨年晚会的鼻祖，湖南卫视不管是广告招商还是制作费用都堪称行业翘曲。2016不仅是湖南卫视第12次办跨年演唱会，还是这位老大哥庆祝上星20周年的重要节点。
之后在12月14日才证实，湖南卫视今年痛失跨年牌照，从而今年12月31日转入芒果TV“先网后台”播出对策，即12月31日当晚网络流媒体平台现场直播（虽然本意上是会员直播，但在跨年倒计时期间，芒果TV会员优惠），同时还与爱奇艺合作分销联合直播，湖南卫视则在1月1日晚上重播（晚会节目部分删减，且在抽奖互动环节和倒计时期间右上角打“回放”字样）；而2016年12月31日（当天为周六之夜）晚上湖南卫视则安排19:30播放电视剧《放弃我抓紧我》，22:00播出《快乐大本营》跨年特辑两小时打通。
其实广电总局2016年开始新规再次复原，依然只限三家直播牌照（仅针对12月31日晚上），最終只有四川卫视、江苏卫视及东方卫视顺利拿到；而浙江卫视也因痛失牌照而以“领跑2017”名义改到12月30日直播。江苏卫视亦曾因拿不到1415跨年直播牌照，而改於2015年1月1日举办“新年演唱会”现场直播。
虽然经受风风雨雨，在1月1日重播的跨年演唱会节目，收视依然创下新高。然而2017年的寒假间节日晚会中，只有《元宵喜乐会》是现场直播。原因之一是近年各省市委对地方台的春节联欢晚会严格审查，必须保住安全播出；加上《歌手2017》录制计划档期的問題，2017年的《湖南卫视小年夜春节联欢晚会》改为录播，为史上首次。
2017年，湖南卫视顺利拿到1718跨年直播牌照，同时拿到的还有江苏卫视、东方卫视和四川卫视。浙江卫视尝尽了“领跑2017”的甜头，所以放弃了年底跨年直播牌照，並安排12月30日晚上直播“领跑2018”演唱会，12月31日晚上则推出“思想跨年盛典”。

### 网综下线风波
原定於2017年9月29日播放的《明星大侦探》第三季第一案，當天上線不久後迅速被下線（但一些网友通过云盘分享等各种渠道得知第一案的最终结果）。根據官方微博回應，為追求更高品質的節目，決定推遲節目上線時間。实际上，该季度正是迎接“十九大”的时候，中国国家新闻出版广播电影电视总局于近日开始逐步整顿非导向性的网综节目。自从一些一线卫视和网络平台的综艺节目下线一批后，《明星大侦探》亦会是广电总局的监管范围和整顿对象。《明星大侦探》第三季节目后于2017年11月3日起恢复播出。
之前《火星情报局》第三季下架亦有风波，有网友说因为薛之谦丑闻事件，就连他代言的广告和录制的节目都被撤下，但又有消息称，与此前停播的《极限挑战3》、《金星秀》等节目一样，《火星情报局3》之所以下架，可能是因为节目导向出了问题，被广电总局要求整改之后会再上线。
就在之前2017年9月初湖南广电巡视整改期间发布了巡视整改情况的通报，其中亦提到了芒果TV网综节目《黄金单身汉》，其嘉宾衣着暴露、镜头挑逗，并于同年5月11日约谈了芒果TV信息安全负责人，对受到湖南省广播电视局批评的芒果TV自制网综节目《黄金单身汉》于5月16日全面下线，并且就此问题在全台进行了通报批评。

### 《歌手2017》离职风波及《歌手2018》前期筹备
早在《歌手2017》即将收官之时，众多微博娱乐营销号便纷纷爆料称，《歌手2017》为《我是歌手》及《歌手》系列节目的最终季，该系列节目将于2018年起不再制作，原因有三，一是《歌手2017》在前期筹备及播出期间所面临的一系列不确定因素，二是加盟歌手的邀请难度比以往要有所加大，三是总导演都艳、总编剧孙莉将于《歌手2017》结束后离职。然而在2017年6月14日播出的《湖南新闻联播》节目中，总监制洪涛接受了湖南卫视记者的采访。洪涛在采访中表示，《歌手2018》目前已进入筹备阶段，从而否认了停播传言。而且在《歌手2017》接档时期，亦有微博营销号爆出“《歌手》制片人、编剧疑从湖南卫视离职”，许多网友未经思考就针对洪涛居心叵测，之后微博“广电人事动态”透露道离职的人是都艳和孙莉。

### 《歌手2024》总冠军疑似内定风波
2024年7月27日，《歌手2024》总决赛“歌王之战”举行，那英全场得票率第一获得总冠军“歌王”称号。然而节目过程中，一段哈薩克歌手迪瑪希（Dimash Kudaibergen）在後台與加拿大歌手凡希亞（Faouzia Ouihya）的对话因麥克風忘記關而外洩，內容为「It must be Chinese before you（在你前面的必須是中國人）」，被外界視為節目組就是要中國人奪冠之意，痛批黑箱操作。那英獲得《歌手2024》歌王後，有網民指出她的常規賽平均排名與得票率為歷屆歌王中最差的一位，她是歷史上最水的歌王。而香港歌手甄妮於賽後亦在她的Facebook上指出三個月前就預測“內定那英第一”，更認為“給錢叫老外來被耍猴戲、被玩弄，那英……自己聽聽妳唱得如何，好意思贏嗎！唉！陳腔沒改變。”、“敢拿冠軍，自取其辱！”。

## 政治审查

### “钓鱼岛”事件风波
《天天向上》原主持人矢野浩二，曾参演电视剧《小兵张嘎》的日本人角色，是少数在中国大陆发展取得成功的日本艺人，在大陆有一定知名度，他亦主持过《非常靠谱》、《白日梦工厂》（湖南经视节目）、《汉语桥》等节目。因应2012年受钓鱼岛事件影响，根据中华人民共和国文化部规定，矢野浩二不得不离开节目组，随后2011版《天天向上》片头当中亦做出修改，将矢野浩二镜头删除，仅保留片头末尾当中的其人。而在2013年版的片头海滩游玩记篇虽然出现了矢野浩二，但没有多久该片头又简化或跳过，一直至2014版海滩扔漂流瓶篇就再也没出现过。

### 地图争议
- 2016年10月11日晚，湖南卫视《汉语桥》节目中，在第一轮“我的中国故事”主题演讲3号选手大伟身后的大屏幕上出现了中国地图，但是地图上却没有将台湾划入中国。[135]湖南卫视官方微博发布声明，称《汉语桥》节目组对整个工作流程进行紧急排查。经查，出现问题的背景视频动画素材系由外制公司“北京没事儿文化传媒有限公司”制作，
- 2014年9月19日播出的《爸爸去哪儿》第二季的节目，出现的中国地图中，台湾没有被划入中国。

然而，中国中央电视台和中国环球电视网及一些省级卫视也曾不把台湾列入中国地图，而泉州广播电视台天气预报把中華民國福建省 (中華民國)金門縣也纳入预报范围，浙江卫视有一期《中国新歌声》栏目一位选手电视屏幕打成“福建金门”。与此同时，央视不止一次不把藏南、阿克塞钦等争议地区划为中国领土。但因为网友选择性忽视或是冷处理，因此不了了之。

### 临时推迟播出删柴静画面
2015年6月5日《天天向上》到播出时间仍未播出，之后节目组官方微博发出紧急通知临时宣布节目推迟到9点。然而一直到9点08分节目才开始。据悉，这次临时推迟播出是为了删除与原央视主持人柴静有关的全部画面。柴静曾自费拍摄环保纪录片《穹顶之下》，因此被中国当局悄然封杀。

### 临时替换节目改播美食专辑
2017年2月3日当天晚上，原计划播出新一期的《天天向上》却意外地被替换为20160826期（南北美食对抗）的重播。据悉，其原因是因为节目组请李开复参与节目录制，被很多观众发出抗议。对此，湖南省委宣传部有关人士表示，将对湖南广播电视台严加管理，电视台不能盲目以娱乐立台，须以政治立台相结合。
目前，因政策原因，当《天天向上》《快乐大本营》出现即将播出的专辑出现敏感人物以及国家禁止的艺人，以及上级要求不得出现的话题的（如高考状元，被省教育厅要求不得大肆宣传的），则会用往期精彩专辑临时替换。

### 徐若瑄带娃复出遭除名
就在2017年即将录制的芒果TV网综《妈妈是超人》初期，原定要邀约嘉宾徐若瑄，却在网友的抵制下，节目组随即取消了她邀约，并撤下了她的海报。同时原本自然堂的广告代言人亦被撤下，换上赵丽颖代言人。原因在于该女星在台湾被封杀后，跑到日本发展，并且说了些不当言论引起网友激怒，曾公然在微博说再也不想来大陆发展，之后又说过“日本对我而言如同养母般的存在”。

### 张敬轩遭网友抵制
2017年1月9日，《歌手2017》通过其官方微博公布了第六位首发歌手——张敬轩，但由于他曾公开支持香港雨伞运动，此消息一出立即引来许多网友的不满，认为像张敬轩这种政治立场不正确的艺人并无资格参加《歌手2017》，引起部分网友在湖南卫视的微博上表达自己的不满。然而张敬轩在确认参赛前便早已通过广电总局的审核，从而得以成为《歌手2017》的首发歌手。2017年1月13日晚，《歌手2017》官方微博删除了与张敬轩有关的全部消息。次日，微博用户“芒果台女汉子”爆出消息称，因遭到中国大陆网民抵制，张敬轩退出参赛，已录制好的片段将被全部删除，其他连带镜头贴图处理，仅张敬轩与杜丽莎互相拥抱处由于官方疏忽未被删除。2017年1月17日晚，英皇娛樂回應說指退出節目的決定，是電視台與英皇共同決定終止合作，又指「外間的聲音」對張敬軒及電視台都造成巨大壓力。

### 作词人林夕被忽略
2017年2月4日第二轮补位赛播出期间，狮子合唱团演唱了一首《百年孤寂》，开始时字幕已经打出一众制作人的名字，包括原唱、作曲、编曲，甚至是鼓手、吉他手、和声等，唯独没有列出作词人林夕的名字。在接下来播出的第二轮淘汰赛与第三轮淘汰赛中，林忆莲与侧田分别演唱了由林夕作词的《我最亲爱的》与《很想很想说再见》，处理手法与第二轮补位赛完全一致，之后在第五轮补位赛中播出的由林忆莲演唱的《多得他》亦是如此。台灣媒體壹週刊稱此举是因为林夕已被中华人民共和国文化部列入“55人封杀名单”所造成的。类似的情况同样发生在五月天身上，由于曾疑似支持太阳花学运，导致五月天及其主唱阿信在《盛夏光年》及《听不到》的制作人名单中被除名。然而上述歌曲在QQ音乐的发行版本却保留了完整的制作人名单（仅《很想很想说再见》未列出作词人林夕的名字），中国大陆江苏卫视于1月28日晚播出的《2017江苏卫视春节联欢晚会》中，林夕的名字亦没有被抹掉（该台晚会使用了林夕作词的两首歌曲）。

### 谭晶因政治义务被迫退赛
2017年2月24日晚，YouTube下架了本季《歌手2017》的全部视频，芒果TV与爱奇艺（含台湾站）亦同时下架了《歌手2017》已经播出的第1-5期的正片以及谭晶的所有竞演片段，芒果TV的竞演歌手名单中亦删除了谭晶的名字，谭晶在《歌手2017》中的竞演曲目亦同时被QQ音乐、酷狗音乐和酷我音乐下架，湖南卫视方面暂停了接下来即将播出的第三轮淘汰赛以及《快乐大本营》歌手专场的宣传。
2月25日上午，谭晶通过微博宣布退出比赛。及至2月25日晚，原计划播出的《快乐大本营》歌手专场被临时撤播，原时段改为重播20161126期，该期节目的部分内容已于3月18日晚播出的未播片段合辑中播放。随后，《歌手》节目组通过官方微博证实谭晶退赛，并表示“接受并尊重她本人的决定”。当晚10时13分，第三轮淘汰赛在事先无任何宣传的情况下照常播出，但整期节目已将谭晶的镜头全数删除，之后播出的第四轮补位赛亦同样删除了谭晶的全部镜头。
关于谭晶退赛的原因，网络上众说纷纭。2月26日下午，谭晶工作室通过官方微博发表声明，声明称退出比赛的决定是因为工作档期安排及版权归属问题等原因，工作室方面将保留对网络上的各种不实言论诉诸法律的权利。
谭晶曾在2014年演唱和拍摄MV《幸福之州》歌曲，在福州广播电视台各频道播出。而在2017年央视1套2月下旬黄金档电视剧《大秦帝国之崛起》，原谭晶原唱的片尾曲《崛起》被替换成陈冰翻唱版本，江苏卫视第一季度音乐综艺节目《蒙面唱将猜猜猜》亦删除了谭晶露脸镜头。

### 胡夏演唱歌曲作曲人遭雪藏
在2017年7月8日播出的《我想和你唱》第二季第十一期节目中，胡夏的第一轮演唱曲目及出场曲原为《那些年》。但由于《那些年》的词作者九把刀曾涉嫌参与“台独”活动，导致歌曲未能通过审查，故胡夏与歌迷的合唱VCR及第一轮的“3对1合唱”环节在正式播出版本中被全数删除，出场曲亦被替换为《夏至未至》。而胡夏与三位嗨唱达人在第一轮的“3对1合唱”环节合唱的《那些年》曾于节目播出后短暂在网易云音乐上线，但在30分钟之后即被删除，及后于第二天上午重新上线，但词作者九把刀的名字已从歌曲简介中删除。

## 注解
1. ↑  2009年10月《深夜食堂》改拍成同名日本电视剧，在日本TBS电视台和MBS电视台播映；2015年引进至韩国的翻拍版电视剧在SBS电视台播映；中国版引进翻拍剧即2017年6月的浙江卫视、北京卫视首轮联播剧《深夜食堂》亦是同上原著。
2. ↑  《中國好聲音》引自荷蘭，《我是歌手》、《爸爸去哪兒》引自韓國，《全员加速中》《疯狂的麦咭》引自日本。
3. ↑  自2016年7月1日起，各电视上星综合频道每年在19:30－22:30开播的引进境外版权模式节目不得超过两档（包括当年新引进和往年引进的节目），每个电视上星综合频道每年新播出的引进境外版权模式节目不得超过1档，第一年不得在19:30－22:30之间播出。
4. ↑  该微博营销大V用户系湖南广播电视台总台代表人物，其小号“TV城堡”有黄V认证。微博@小宇宙的能量城堡 微博@TV城堡
5. ↑  由于上述的高清数字付费轮播频道均未备案（SITV文广高清除外），这些频道根据规定默认备案为PushVOD频道（但亦可以在OTT和IPTV平台播出），而上述运营商违反广电总局规定，将PushVOD轮播频道擅自更改成高清数字付费轮播频道透过国干网进行传送销售（易导致全国一些有线电视网络无视央视高清频道又带宽问题无法满足观众需求）。而SITV欢笑剧场是合法备案频道，因“限韩令”原因取消“韩流”频道定位，于2017年3月起改播港剧为主体；“DOX韩流”于2017年3月12日更为“DOX雅趣”，但由于违规定位模式已被通报陆续下线，同华数、天华等频道一同下线并去除台标（仅保留有备案的精彩影视和求索纪录）。
6. ↑  【青春宣告】《武媚娘传奇》因技术原因，周日起暂停播出，改为播出变形计，12月31日晚现场直播跨年演唱会，从2015年1月1日19:30开始《武媚娘传奇》继续播出！[68]
7. ↑  该微博营销大V用户系湖南广播电视台卫视频道总编室覆盖科代表人物，真名刘胜[來源請求]。微博@卫视薄荷小胜
8. ↑  广电总局原来在2013年出台相关政策，2013年只准许全国三家电视台能在31日当晚举行跨年演唱会，且拥有直播牌照。因受2014年底上海外滩事件影响，2015年政策首次打破禁锢。但在2016年再次复原新规。
9. ↑  福建省大部由中华人民共和国控制治，唯金門縣實際由中華民國控制。